# Taobao
Taobao (chiń. 淘宝网) – chińska platforma zakupów online dla handlu detalicznego, należąca do Alibaba Group. Została uruchomiona w 2003 roku przez Jacka Ma, założyciela grupy Alibaba. Jest to największa platforma handlowa w Chinach i na świecie, umożliwiająca kupowanie i sprzedawanie różnych produktów – od artykułów spożywczych po ubrania, kosmetyki, sprzęt elektroniczny i wiele innych. Taobao znajduje się w czołówce najczęściej odwiedzanych witryn internetowych na świecie.
Siedziba Taobao mieści się w Hangzhou.
Taobao to strona internetowa, która działa jako platforma handlowa (C2C), łącząc sprzedawców i kupujących w celu dokonywania transakcji. Do korzystania z Taobao wymagane jest konto. Sprzedawcy mogą dodać swoje produkty na stronę, określić ich ceny, opisy, zdjęcia oraz inne informacje. Kupujący mają możliwość przeglądania produktów, porównywania cen i recenzji, a także dokonywania zakupów online.